# Communauté de communes des Vallées d’Auge et du Merlerault
Die Communauté de communes des Vallées d’Auge et du Merlerault ist ein französischer Gemeindeverband mit der Rechtsform einer Communauté de communes im Département Orne in der Region Normandie. Sie wurde am 1. Dezember 2016 gegründet und umfasste 46 Gemeinden. Der Verwaltungssitz befindet sich im Ort Vimoutiers.

## Historische Entwicklung
Der Gemeindeverband entstand mit Wirkung vom 1. Januar 2017 durch die Fusion der Vorgängerorganisationen
- Communauté de communes du Pays du Camembert,
- Communauté de communes de la Région de Gacé sowie
- Communauté de communes des Vallées du Merlerault.[3]

Mit Wirkung vom 1. Januar 2018 verließen die Gemeinden Fay und Mahéru den hiesigen Verband und wechselten zur Communauté de communes des Pays de L’Aigle.
Mit Wirkung vom 1. Januar 2025 wurden die bis dahin selbstständigen Gemeinden Godisson, La Genevraie, Le Merlerault, Les Authieux-du-Puits und Nonant-le-Pin zur Commune nouvelle Merlerault-le-Pin zusammengelegt. Dies reduzierte die Anzahl der Gemeinden des Gemeindeverbands auf 42.

## Mitgliedsgemeinden
| Gemeinde                                                   | Einwohner 1. Januar 2022 | Fläche km² | Dichte Einw./km² | Code INSEE | Postleitzahl |
| ---------------------------------------------------------- | ------------------------ | ---------- | ---------------- | ---------- | ------------ |
| Aubry-le-Panthou                                           | 130                      | 6,85       | 19               | 61010      | 61120        |
| Avernes-Saint-Gourgon                                      | 69                       | 12,13      | 6                | 61018      | 61470        |
| Camembert                                                  | 169                      | 10,3       | 16               | 61071      | 61120        |
| Canapville                                                 | 218                      | 8,22       | 27               | 61072      | 61120        |
| Champ-Haut                                                 | 42                       | 5,16       | 8                | 61088      | 61240        |
| Champosoult                                                | 102                      | 7,01       | 15               | 61089      | 61120        |
| Chaumont                                                   | 167                      | 19,51      | 9                | 61103      | 61230        |
| Cisai-Saint-Aubin                                          | 181                      | 14,49      | 12               | 61108      | 61230        |
| Coulmer                                                    | 81                       | 6,68       | 12               | 61122      | 61230        |
| Croisilles                                                 | 193                      | 11,32      | 17               | 61138      | 61230        |
| Crouttes                                                   | 304                      | 13,47      | 23               | 61139      | 61120        |
| Échauffour                                                 | 730                      | 33,14      | 22               | 61150      | 61370        |
| Fresnay-le-Samson                                          | 108                      | 6,76       | 16               | 61180      | 61120        |
| Gacé                                                       | 1.771                    | 6,5        | 272              | 61181      | 61230        |
| Guerquesalles                                              | 133                      | 8,66       | 15               | 61198      | 61120        |
| La Fresnaie-Fayel                                          | 51                       | 5,09       | 10               | 61178      | 61230        |
| La Trinité-des-Laitiers                                    | 64                       | 11,16      | 6                | 61493      | 61230        |
| Le Bosc-Renoult                                            | 259                      | 12,7       | 20               | 61054      | 61470        |
| Le Ménil-Vicomte                                           | 26                       | 3,86       | 7                | 61272      | 61240        |
| Le Renouard                                                | 203                      | 14,48      | 14               | 61346      | 61120        |
| Le Sap-André                                               | 125                      | 9,53       | 13               | 61461      | 61230        |
| Les Champeaux                                              | 98                       | 9,65       | 10               | 61086      | 61120        |
| Lignères                                                   | 29                       | 5,37       | 5                | 61225      | 61240        |
| Mardilly                                                   | 133                      | 12,76      | 10               | 61252      | 61230        |
| Ménil-Froger                                               | 62                       | 5,31       | 12               | 61264      | 61240        |
| Ménil-Hubert-en-Exmes                                      | 120                      | 10,34      | 12               | 61268      | 61230        |
| Merlerault-le-Pin                                          | 1.435                    | 61,55      | 23               | 61275      | 61240, 61249 |
| Neuville-sur-Touques                                       | 237                      | 15,35      | 15               | 61307      | 61120        |
| Orgères                                                    | 182                      | 12,04      | 15               | 61317      | 61230        |
| Planches                                                   | 181                      | 12,49      | 14               | 61330      | 61370        |
| Pontchardon                                                | 184                      | 4,83       | 38               | 61333      | 61120        |
| Résenlieu                                                  | 174                      | 5,09       | 34               | 61347      | 61230        |
| Roiville                                                   | 133                      | 8,18       | 16               | 61351      | 61120        |
| Saint-Aubin-de-Bonneval                                    | 131                      | 11,67      | 11               | 61366      | 61470        |
| Saint-Evroult-de-Montfort                                  | 359                      | 22,36      | 16               | 61385      | 61230        |
| Saint-Germain-d’Aunay                                      | 117                      | 8,51       | 14               | 61392      | 61470        |
| Saint-Germain-de-Clairefeuille                             | 132                      | 12,31      | 11               | 61393      | 61240        |
| Saint-Pierre-des-Loges                                     | 160                      | 9,79       | 16               | 61446      | 61370        |
| Sainte-Gauburge-Sainte-Colombe                             | 1.013                    | 21,17      | 48               | 61389      | 61370        |
| Sap-en-Auge                                                | 942                      | 29,98      | 31               | 61460      | 61120, 61470 |
| Ticheville                                                 | 195                      | 9,93       | 20               | 61485      | 61120        |
| Vimoutiers                                                 | 3.041                    | 16,15      | 188              | 61508      | 61120        |
| Communauté de communes des Vallées d’Auge et du Merlerault | 14.184                   | 531,85     | 27               | –          | –            |